# Kastell Halheim

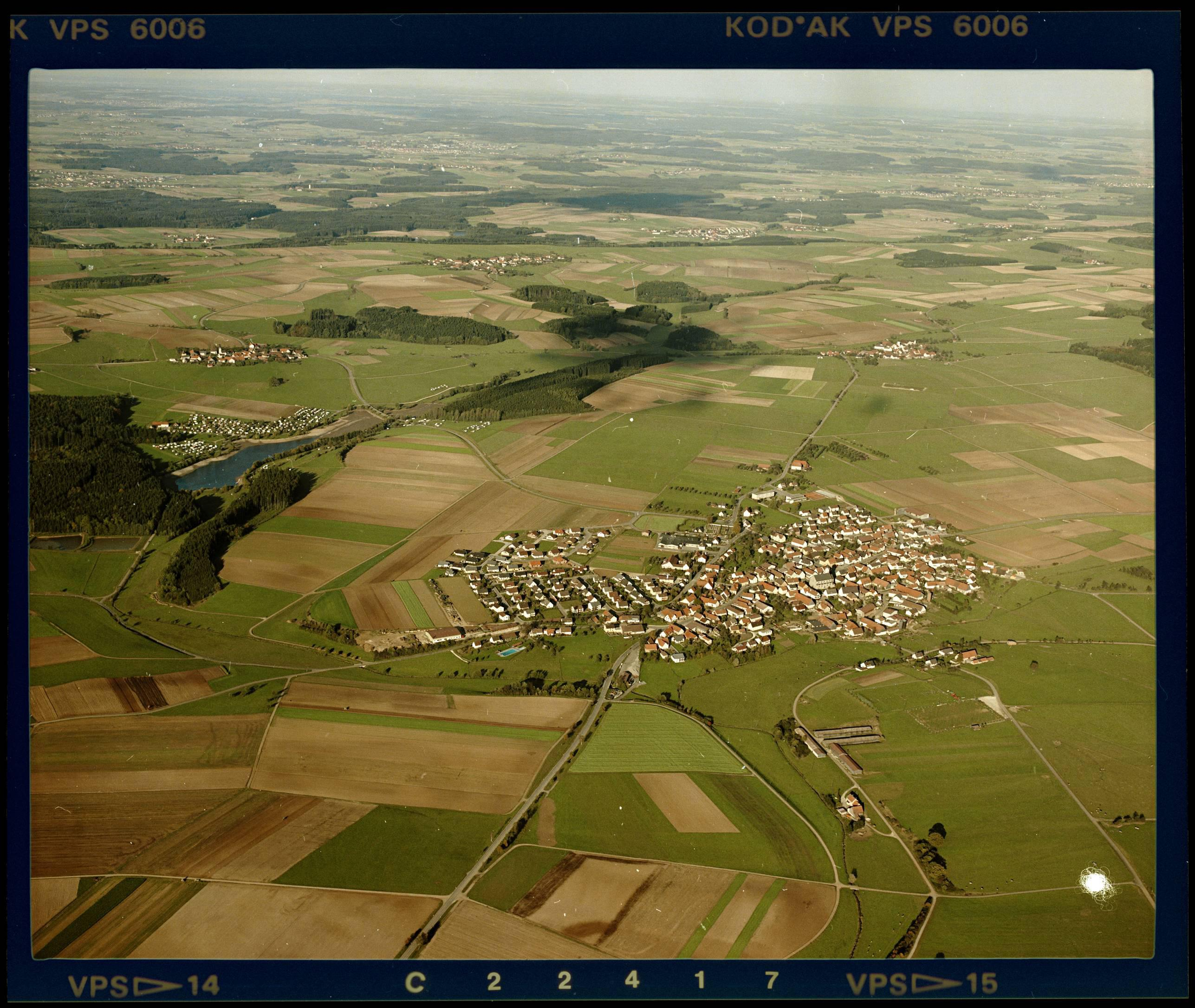
Luftbild Pfahlheim, Halheim in der Bildmitte rechts, darüber das eingewachsene Geviert der Buschhecke, die das Kastell heute begrenzt

Das Kastell Halheim ist ein römisches Grenzkastell dicht am Rätischen Limes, der seit 2005 den Status eines UNESCO-Weltkulturerbes besitzt. Das frühere Numeruskastell liegt heute bei Pfahlheim/Halheim, einem Stadtteil von Ellwangen im Ostalbkreis, Baden-Württemberg.

## Lage

Das Kastell und der südwestliche Limesabschnitt bis Kastell Aalen

Das Kastell und sein nächstes Umfeld; hauptsächlich nach den Befunden der RLK

Im Bereich von Halheim siedelten in vorrömischer Zeit Kelten. So sind auf der Flur „Berg“ latènezeitliche Siedlungsreste, zumeist Keramik, gefunden geworden. Das 80 × 82,5 Meter große Kastell wurde auf einer leichten Anhöhe südlich des Sonnenbaches in der heutigen landwirtschaftlich genutzten Flur „Buschelacker“ gegründet und befand sich nur 35 Meter südöstlich der rätischen Mauer, die hier von Südwesten nach Nordosten die Gemarkungen durchquert. Einen Kilometer im Südwesten des Kastells liegt das Dorf Halheim.

## Forschungsgeschichte
Wie der Flurname „Buschelacker“ („Buschel“ = süddeutsch für Burgstall) anzeigt, ging das Wissen um eine alte Befestigungsanlage nie ganz verloren. Seit dem Beginn des 19. Jahrhunderts wurden Funde aus dem Kastellareal bekannt. 1819 beschrieben der Justizsekretär Maximilian Buzorini und der Gymnasialprofessor Johann Georg Freudenreich, zwei frühe Ellwanger Limesforscher, das Areal. 1884 gruben zwei andere Heimatforscher, der Ellwanger Gymnasialprofessor Karl Kurtz (1817–1887) und der Oberamtspfleger Hugo Steinhardt an mehreren Stellen im Kastell- und Lagerdorfareal. 1891 war der bekannte Theologe, Naturwissenschaftler und Kartographiehistoriker Konrad Miller mit Kurtz im Gelände, um das Kastell zu vermessen und in die Flurkarte einzutragen. 1894 führte Major Heinrich Steimle im Auftrag der Reichs-Limeskommission (RLK) Grabungen durch, die sich hauptsächlich mit der Beobachtung zur Umwallung und Größe der Fortifikation beschäftigten. Damals wurde der bis ins erste Jahrzehnt des 21. Jahrhunderts gültige Kenntnisstand zu diesem Lager erreicht, denn seit Steimle haben dort keine Grabungen mehr stattgefunden. Im Oktober 2010 wurde in einer ersten Kampagne mit geophysikalischen Untersuchungen im Kastellbereich begonnen und im Februar 2011 durch den Geophysiker Harald von der Osten abgeschlossen.
Für den Besucher ist das von der intensiven landwirtschaftlichen Nutzung ausgenommene Lagerareal durch den umlaufenden Schuttwall seiner Mauern sowie einer mitlaufenden Buschhecke deutlich im Gelände sichtbar.

## Baugeschichte
Ein bisher unbekannter, 100 bis 200 Mann starker Numerus oder eine andere, größere Einheit hat das Kastell vielleicht bereits um 125 n. Chr. oder erst um 205 n. Chr., im Zuge der Erbauung der rätischen Limesmauer, errichtet. Für diesen Steinausbau der Limesmauer liegen dendrochronologische Daten aus dem Kastell Dambach vor. So wurde dort das Holz des Pfahlrosts, auf dem die Mauer gründete, in den Wintermonaten 206/207 n. Chr. geschlagen. Es gibt jedoch auch einen Deutungsversuch, Halheim vor den Steinausbau der rätischen Mauer zu datieren, da der Limes um das Kastell einen Bogen macht. Unter Einbeziehung aller bisher gewonnenen dendrochronologischen Daten, müsste dieses Gründungsdatum dann in oder vor die Zeit um 160 n. Chr. fallen. Damals setzte der Bau der hölzernen Limespalisade in Rätien offensichtlich ein. Aus dem westlichen Schwabsberg stammendes Material der Palisade konnten zwei Dendrochronologen in elf Proben dem Jahr 165 n. Chr. zuordnen. Die aus dem östlichen Mönchsroth stammte Beprobung wurde dem Jahr 160 n. Chr. zugeschrieben.
Die 1,2 Meter breite Wehrmauer des fast quadratischen, 80 × 82,5 Meter großen Kastells besitzt vier abgerundete Ecken (Spielkartenform) in denen je ein Wachturm stand. Die Anlage besaß zwei einspurige Tore, die von je zwei Tortürmen flankiert waren. Ein Zugang, die Porta praetoria, erhob sich nördlich in der Mitte der Prätorialfront, der dem Feind zugewandte Seite der Befestigung. Ein zweiter Durchlass, die Porta decumana, lag dem Nordtor genau gegenüber an der rückseitigen, südlichen Wehrmauer. An den beiden Flanken des Kastells war mittig je ein Zwischenturm installiert. Hinter der Wehrmauer, im Inneren des Lagers, war eine Erdrampe aufgeschüttet worden, auf der die Soldaten patrouillieren konnten. Als Annäherungshindernis befand sich vor der Garnison ein 6,5 Meter breiter Spitzgraben.
Nach dem Bericht von Buzorini und Freudenreich aus dem Jahr 1819 war der Platz, an dem sich noch augenscheinlich römische Trümmer fanden, eine halbe Stunde breit und ebenso lang. Die beiden gaben die Höhe der erhaltenen Kastellmauer mit durchschnittlich vier Schuh an. An der Ostseite stießen sie auf Bruchstücke von Säulen. Das Areal im Inneren der Garnison barg nach ihrer Feststellung viele Mauerreste. Zudem würden die Leute hier stetig Münzen finden. Durch die den historischen Boden mit den damaligen Mitteln sondierende Grabung von 1894 wurden keine Vorstellungen zum Kastellinneren gewonnen. Da die Forschung aber anhand von Untersuchungen davon ausgeht, dass der römische Kastellausbau einem allgemeingültigen Norm-Plan folgte, der den örtlichen Gegebenheiten sowie der vorgesehenen Mannschaftsstärke angepasst wurde, wird die Bebauung diesem Plan gefolgt sein.
Der im Kastell stationierte Numerus hatte einen Limesabschnitt zu bewachen. Mit dem Limesfall bis 260 n. Chr. endete die Geschichte des Platzes. Die Umstände dazu sind jedoch in Halheim unbekannt. Das Lager unterstand dem Befehlshaber der Ala II Flavia milliaria p.f. im Kastell Aalen.

## Truppe
Die nach Halheim abkommandierte, namentlich unbekannte Abteilung, war ein Numerus (dt. „Einheit“). Diese Einheiten gehörten zu den römischen Hilfstruppen, waren aber nicht so standardisiert, wie die Auxilia, welche in den Gründungstagen der Numeri bereits fester Bestandteil des römischen Heeres waren. Die Numeri entstanden, als die ersten Limesstrecken eingerichtet wurden. Der Bedarf an kleineren Einheiten zur Grenzüberwachung wuchs enorm, was auch finanzielle Folgen für das Reich hatte. So wurden junge Einheimische regional ausgehoben und mit geringerem Sold und weniger striktem Standard in neuerrichtete Standorte abkommandiert. Die Numeri wurden wie die Auxilia nach ihrer ursprünglichen völkischen Herkunft benannt und haben anscheinend bei der Entlassung nicht das römische Bürgerrecht erhalten. Die Soldaten in Halheim waren möglicherweise zumindest zeitweilig mit Bögen bewaffnet, wie ein 1884 entdeckter Waffenhort aus dem Kastellareal nahelegt (siehe auch unter „Funde“).

## Vicus und Kastellbad
Südlich der Verschanzung wurden in der Flur „Hornfeld“ Mauerzüge entdeckt, die mit dem Kastellvicus in Bezug gebracht werden. Außerdem traf man dort auf Lesefunde.
Das Bad des Kastells könnte sich westlich des Numeruskastells befunden haben, da es in diesem Bereich eine Steinkonzentration gibt.

## Funde
Aus dem Bereich des Vicus stammt eine hohlgegossene römische Bronzehand, die von unbefugten Sondengehern aus dem Boden gezogen wurde. Das rund 15,5 Zentimeter hohe und 8,5 Zentimeter breite Bruchstück hält ein röhrenförmiges Behältnis zwischen Zeigefinger und Daumen. Zum Einschmelzen vorgesehen, wurde es in Mittelhandhöhe abgetrennt und dabei aufgebogen. Auch der Ringfinger und der kleine Finger sind entfernt worden. Eine Sägespur am erhaltenen Daumen weist auf die Willkürlichkeit der Beschädigung hin. Typologie und Gestaltung könnten auf einen Kerzenhalter in Handform hinweisen. Die Bronzehand befindet sich nun im Archäologischen Landesmuseum (ALM) in Rastatt.

## Denkmalschutz
Das Kastell Halheim und die erwähnten Bodendenkmale sind als Abschnitt des Obergermanisch-Rätischen Limes seit 2005 Teil des UNESCO-Welterbes. Außerdem sind die Anlagen Kulturdenkmale nach dem Denkmalschutzgesetz des Landes Baden-Württemberg (DSchG). Nachforschungen und gezieltes Sammeln von Funden sind genehmigungspflichtig, Zufallsfunde an die Denkmalbehörden zu melden.